# Jewelry Trade Center
La Jewelry Trade Center est un gratte-ciel de Bangkok qui mesure 220,7 m pour 59 étages.